# 荒野はつらいよ 〜アリゾナより愛をこめて〜
『荒野はつらいよ 〜アリゾナより愛をこめて〜』（こうやはつらいよ アリゾナよりあいをこめて、原題: A Million Ways to Die in the West）は、2014年のアメリカ合衆国の西部劇コメディ映画。セス・マクファーレンが監督・制作・脚本・主演を務めた。共演はシャーリーズ・セロン、アマンダ・セイフライド、ニール・パトリック・ハリス、ジョヴァンニ・リビシ、サラ・シルバーマン、リーアム・ニーソン。

## ストーリー
西部開拓時代のアリゾナ州。そこは日夜男たちが命を奪いあう恐ろしい場所だった。だが、そこに暮らす羊飼いのアルバートは、荒んだ時代とは対照的に内気で貧弱なダメ男であった。ある日、酒場での乱闘に巻き込まれたアルバートは、美しい女ガンマンのアナと出会い、二人は恋に落ちる。しかし、実はアナにはクリンチという夫がおり、クリンチは西部に悪名をとどろかす極悪非道なガンマンだった。アナを追って町に現れたクリンチは、自分がいない間に妻とキスした男を探し出し殺害すると予告する。絶体絶命のアルバートは、アナを逃がし、自分も町を逃げ出そうとするのだった。

## キャスト
※括弧内は日本語吹替
- アルバート・スターク - セス・マクファーレン（森川智之）
- アナ・バーンズ - シャーリーズ・セロン（本田貴子）
- ルイーズ - アマンダ・セイフライド（小島幸子）
- クリンチ・レザーウッド - リーアム・ニーソン（石塚運昇）
- エドワード - ジョヴァンニ・リビシ（落合弘治）
- フォイ - ニール・パトリック・ハリス（咲野俊介）
- ルース - サラ・シルバーマン（雨蘭咲木子）
- ジョージ・スターク - クリストファー・ヘイゲン
- コーチース - ウェス・ステューディ
- 老いた探鉱者 - マット・クラーク（英語版）
- ルイス - エヴァン・ジョーンズ
- ベン - アーロン・マクファーソン
- 保安官／ナレーター - レックス・リン
- チャーリー・ブランシェ - ブレット・リッカビー
- ミリー - アレックス・ボースタイン
- ダン - ラルフ・ガーマン
- ウィルソン牧師 - ジョン・アイルウォード
- ハーパー医師 - ジェイ・パターソン
- マーカス・ソーントン - アミック・バイラム（英語版）
- スネークオイルのセールスマン - デニス・ハスキンズ（英語版）

カメオ出演
- ドク・ブラウン[注 1] - クリストファー・ロイド
- エイブラハム・リンカーン - ギルバート・ゴットフリード
- 市場のカウボーイ - ユアン・マクレガー
- ダンディ#1 - ジョン・マイケル・ヒギンズ
- ジャンゴ - ジェイミー・フォックス（クレジットなし）
- コメディアン - ビル・マー（クレジットなし）
- バーで殺されるカウボーイ - ライアン・レイノルズ（クレジットなし）
- 羊の声 - パトリック・スチュワート（クレジットなし）